# Union Grand-Duc Adolphe
La Union Grand-Duc Adolphe és l'organització aglutinadora dels interessos musicals a Luxemburg, en representació de les societats corals, bandes de música, escoles de música, societats teatrals, associacions folklòriques i grups instrumentals. Cobrint unes 340 societats, té més de 17.000 membres individuals.

## Història
El 6 de setembre de 1863, l'Allgemeiner Luxemburger Musikverein (ALM) va ser fundada per representar els interessos de 26 societats musicals i corals a Luxemburg. El president d'Honor era el príncep Enric dels Països Baixos, el president August Fischer, membre de la Cambra de Diputats, un regidor de la ciutat, i el director Jean Antoine Zinnen, el compositor nacional. El 15 de juny de 1864, el primer festival d'ALM es va celebrar a Ettelbrück amb una representació de cor del poema patriòtic Ons Heemecht escrit per Michel Lentz i que havia posat la música Zinnen. A l'any següent, en un festival de música a Vianden, es cantava amb un acompanyament instrumental per primera vegada. El 1919, el nom de l'organització es va convertir en Unió Adolphe que, el 1947, va ser finalment modificat a «Union Grand-Duc Adolphe (Ugda)», en representació de 174 societats musicals. L'Ugda va establir una oficina permanent a la Plaça d'Armes el 1956 i, el 1969, es va traslladar a una nova seu a la reformada Casa Van der Vekene al Grund.

## Escola
A partir de 1986, quan va arribar sota el patrocini del Gran Duc Joan i la Gran Duquessa Carlota, la Ugda ha creat les seves pròpies escoles de música i en general ha promogut l'interès per la música mitjançant l'organització de concerts i tallers. Reconegut el 1991 com un establiment d'interès públic, l'Escola de Música Ugda és responsable de l'ensenyament de la música en 67 municipis del Gran Ducat de Luxemburg. Els cursos de l'escola s'organitzen en estreta col·laboració amb les societats musicals locals. Amb més de 180 professors, es van matricular uns 4.800 estudiants per inscriure's en el curs 2010/2011.